# Droga ekspresowa A-3 (Hiszpania)
Droga ekspresowa A-3 (hiszp. Autovía A-3), także Autovía del Este, Droga ekspresowa Wschodnia – droga szybkiego ruchu  w Hiszpanii przebiegająca przez teren wspólnot autonomicznych Madryt, Kastylia-La Mancha i Walencja.
Droga łączy Madryt z Walencją i wybrzeżem Morza Śródziemnego.
Droga na całej swojej długości jest oznaczona również jako trasa europejska E901.